# Victor French
Victor Edwin French (Santa Bárbara, California, 4 de diciembre de 1934-Los Ángeles, California, 15 de junio de 1989), fue un actor y productor estadounidense.

## Biografía
Nacido en Santa Bárbara (California) el 4 de diciembre de 1934, Victor French comenzó su carrera en televisión como doble de cine en películas de westerns. Se hizo conocido cuando protagonizó con Michael Landon la serie La casa de la pradera (1974-1977, 1981-1983) y Autopista hacia el cielo (1984-1989).
Su padre, Ted French, fue actor y doble en películas del oeste en los años 40, y así comenzó también su carrera su hijo Victor, como doble en westerns televisivos. Su debut fue en un pequeño papel en Lassie (1954), participó también como actor invitado en Bonanza, pero sin duda el papel que le dio fama mundial fue ser el agente 44 en la serie Get Smart durante 6 temporadas. Luego ganó máximo reconocimiento por el papel de Isaiah Edwards en La casa de la pradera (España) o La Familia Ingalls (Latinoamérica), donde actuó desde 1974 hasta 1977, y tras un paréntesis, desde 1981 hasta 1983. El otro papel de su vida fue el de Mark Gordon en Autopista hacia el cielo (España) o Camino al Cielo (Latinoamérica) (1984-1989), donde interpretaba al compañero de aventuras del ángel Jonathan Smith (Michael Landon) 
En 1977 dejó el rodaje de La casa de la pradera para rodar su propia serie, Carter Country, donde interpretaba a un policía de un pequeño pueblo. Cuando la serie terminó, Michael Landon permitió que volviera a su papel de Edwards, y ya rodó desde finales del año 80 hasta el final de la serie, en 1983.
En abril de 1989 le fue diagnosticado un cáncer de pulmón y murió el 15 de junio de ese mismo año, apenas dos meses después. Fue incinerado y sus cenizas esparcidas en el Océano Pacífico en su natal Santa Bárbara.
Estuvo casado dos veces y tuvo tres hijos con su primera esposa.